# Хусховд, Тур
Тур Хусховд (норв. Thor Hushovd; 18 января 1978, Гримстад, Эуст-Агдер) — норвежский профессиональный шоссейный велогонщик, выступавший за команду Credit Agricole. Один из лучших спринтеров в современном велоспорте. Первый норвежец, примеривший жёлтую майку Тур де Франс, а также стал первым норвежцем, победителем чемпионата мира в 2010 году.
В 1998 году стал профессионалом, до этого выиграл гонку на время Чемпионата мира для велогонщиков до 23 лет и молодёжную версию гонки Париж — Рубе. Двукратный чемпион Норвегии (2004, 2005) в гонке на время и в шоссейной гонке (2004).

## Профессиональная карьера

### 2006 год
В 2006 году выиграл семь гонок UCI ProTour и 2 этапа Тур де Франс. Хушовд выиграл пролог в Страсбурге и надел жёлтую майку, несмотря на травму руки. Также одержал победу на последнем этапе на Елийсейских Полях, вырвав первое место у Робби Макьюэна, который стал победителем очковой классификации.
На Вуэльте Испании выиграл шестой этап и надел золотую майку, в которой продержался три этапа. По итогам гонки выиграл очковую классификацию.

### 2008 год
В 2008 году выиграл два этапа Тур де Франс. С 2009 года выступает за команду Cervélo TestTeam.

### 2010 год
3 октября 2010 года Хушовд выиграл чемпионат мира по велоспорту, который начался в Мельбурне и закончился в городе Джелонг в Австралии. Он был первым победившим норвежцем.

### 2011 год
- Тур де Франс
  - 1-й, 13-й этап
  - 1-й, 16-й этап